# Carlos Vives i Torrella
|  | «Carlos Vives » redirigeix aquí. Vegeu-ne altres significats a «Carlos Vives (desambiguació)». |

Carlos Vives i Torrella (Barcelona, 6 de gener de 1900 - 17 de gener de 1974) va ser un dibuixant i dissenyador català, destacat en els orígens del disseny gràfic català del segle xx, caracteritzat pel seu coneixement i domini del paper dotat de volum. Va treballar per a reconegudes empreses gràfiques, com Rieusset SA, Gràfica Manén i Cobas y Zabaleta. Entre els seus dissenys destaquen els de les marques de tabac (Ideales, Bisonte, Americanos i paper de fumar Smoking), postals nadalenques i contes infantils. Del 18 de setembre de 2003 al 14 de març de 2004 va tenir lloc una exposició de tres mesos en honor seu al Museu de les Arts Decoratives, al Palau Reial de Pedralbes, titulada "Somnis de paper".

## Biografia

### Infantesa
Carlos Vives neix en el si d'una família acomodada i és el cinquè de vuit fills. Cursa els seus primers estudis al Col·legi La Salle Bonanova (1906-1914). Als 14 anys deixa els estudis i entra a treballar com a dibuixant en un taller de retoc i manipulació de fotografies, on practica la il·lustració i es comença a interessar per la fotografia. En aquest període descobreix el que seran les seves dues primeres grans influències: el disseny gràfic germànic i anglès. També admira els dibuixants americans de la quotidianitat.

### Servei militar, els mapes topogràfics
Als 18 anys intenta patentar unes figures de paper en volum. Amb els estalvis es compra una càmera Leica, amb la qual s'inicia en el camp de la fotografia i s'especialitza en el retoc i manipulació de negatius. Comença el servei militar el 1920 i durant tres anys es dedica a dibuixar mapes topogràfics per a la IV Regió Militar. Al cap de sis mesos d'entrar-hi, munta un laboratori de fotografia a la caserna. Quan compleix 21 anys comença a sofrir d'insomni crònic.

### Disseny de marques
En acabar el servei militar s'estableix pel seu compte durant sis anys (1923-1929) i treballa per encàrrec en diverses empreses alhora.
La seva primera feina important com a dissenyador gràfic arriba al 1929 de la mà de la marca Smoking. Crea la marca i el llibret de paper de fumar. Aquell mateix any es casa amb Elvira Donat, amb la qual va tenir quatre filles.
Del 29 al 37 treballa per a dues grans empreses: Gràfica Manén i Rieusset SA. El 1933 va dissenyar els paquets de tabac i la cartelleria per a les marques Ideales i va col·laborar en els dissenys de Bisonte i Americanos.

### Guerra Civil i retorn
El mateix any de l'esclat de la Guerra Civil (1936) fou dur per a Vives, no sols per la guerra, sinó també per la mort de la seva esposa Elvira a causa d'una malaltia. A més, el van detenir i empresonar dos mesos a la frontera de França, on intentà emigrar amb les seves filles. Va tornar a Barcelona l'any que va acabar la Guerra Civil, el 1939.
Torna a treballar per a Riusset SA el 1940 (on dissenya la primera pesseta de la postguerra) i col·labora amb altres empreses. Després de la Guerra Civil s'observa un canvi d'estil marcat pel canvi de temàtica, ara més folklòrics, religiosos i de natura.
A meitat de segle XX comença a treballar per a Cobas y Zabaleta i durant els vint anys següents se centra bàsicament en postals i nadales tridimensionals. Contrau un nou matrimoni amb Dolores Seijas (1951) i amb qui  tindrà dues filles més.
Amb 61 anys crea una editorial que se centra sobretot en aplicacions gràfiques infantils. Als any 1970 anys treballa per a l'Editorial Roma, també en projectes orientats a nens.

## Influència i llegat
Armand Domènech va ser deixeble de Carles Vives del 1934 al 1938 i íntim amic seu. El qualificava com “el mag creador amb el paper i la tisora”.
Els plegats volumètrics i encunyats de Vives patentats el 1925  van ser precursors del concepte de packaging i dels elements publicitaris tridimensionals en els punts de venda.

## Obres destacades
- 1929. Llibret de fumar “Smoking”
- 1933. Paquet de tabac “Ideales”
- Embolcall de tabac “Ideales”
- Paquet de tabac “Americanos”
- Cartell “Americanos”
- 1937. Desplegable “El Siglo” per al la CNT
- 1940. Primer bitllet de la postguerra “Una peseta”
- 1945. Paquet de tabac “Bisonte”
- 1950. Paquet de tabac “Ideales”
- Embolcall de tabac “Ideales”
- Desplegable “Hispano Olivetti”